# Flinders Ranges Council
Koordinaten: 32° 21′ S, 138° 2′ O

Der Flinders Ranges Council ist ein lokales Verwaltungsgebiet (LGA) im australischen Bundesstaat South Australia. Das Gebiet ist 4.198 km² groß und hat etwa 1600 Einwohner (2016).
Die Flinders Ranges liegen in der Northern Region am Rande des Outback etwa 290 Kilometer nördlich der Metropole Adelaide. Das Gebiet beinhaltet 21 Ortsteile und Ortschaften: Adams, Arkaba, Barndioota, Boolcunda, Boollunda, Cradock, Cudla Mudla, Hawker, Kanyaka, Moockra, Palmer, Pichi Richi, Quorn, Warcowie, Willochra, Wirreanda, Wonoka, Woolundunga, Wyacca, Yarrah und Yednalue. Der Verwaltungssitz des Councils befindet sich in Quorn, wo etwa 1100 Einwohner leben (2016).

## Verwaltung
Der Council der Flinders Ranges hat neun Mitglieder, die acht Councillor und der Vorsitzende und Mayor (Bürgermeister) des Councils werden von den Bewohnern der LGA gewählt. Flinders Ranges ist nicht in Bezirke untergliedert.